# Astragalus jarmalii
Astragalus jarmalii es una especie de planta del género Astragalus, de la familia de las leguminosas, orden Fabales.

## Distribución
Astragalus jarmalii se distribuye por Afganistán e Irán.

## Taxonomía
Fue descrita científicamente por D. Podl. Fue publicada en Sendtnera 1: 49 (1993).